# Bruno Mendel
Bruno Mendel (geboren am 3. November 1897 in Essen an der Ruhr; gestorben am 23. August 1959 in Bussum, Provinz Noord-Holland, Niederlande) war ein deutsch-kanadischer Mediziner, Biochemiker und Pharmazeut.

## Familie
Er war das erstgeborene Kind und der Sohn des wissenschaftlich forschenden und publizierenden Allgemeinmediziners und Sanitätsrates Friedrich „Felix“ Mendel (geboren 2. März 1862 in Essen an der Ruhr; gestorben 19. Dezember 1925 ebenda) und dessen Ehefrau Margaretha Elsa Goldstec (geboren am 30. November 1875 in Dambritsch, Landkreis Militsch, Provinz Schlesien). Er hatte eine jüngere Schwester, Hanna (geboren am 18. Mai 1900 in Essen; gestorben am 24. September 1972 in London).
Sein Vater war Vorstand der Jüdischen Gemeinde Essens, vertrat diese im jüdischen Landesverband und engagierte sich für das Wohlfahrtswesen der Stadt Essen.

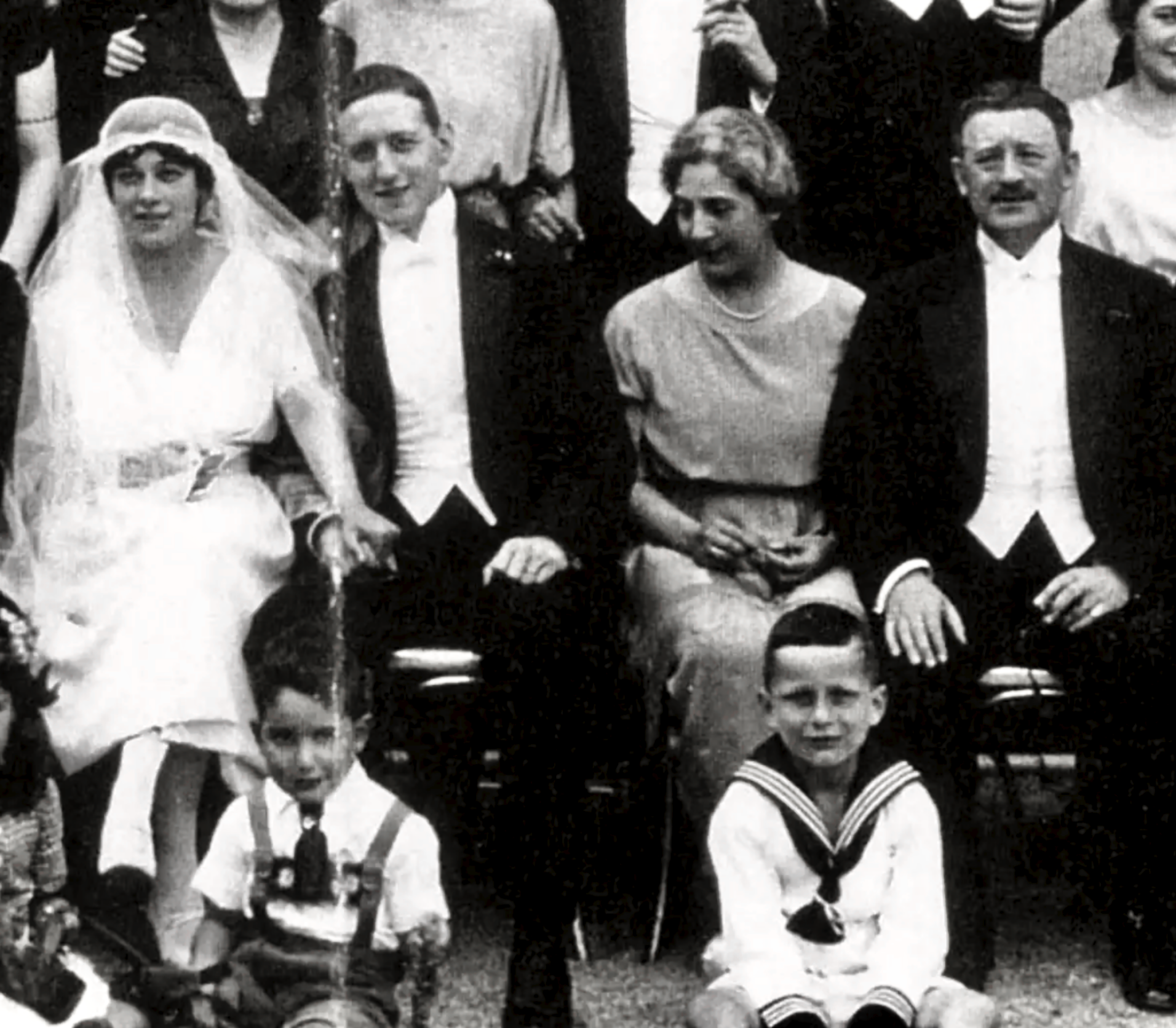
Hochzeitsfoto vom 7. April 1921: links das Hochzeitspaar Hertha und Bruno Mendel, rechts die Brauteltern Antonie „Toni“ und Albert Mendel

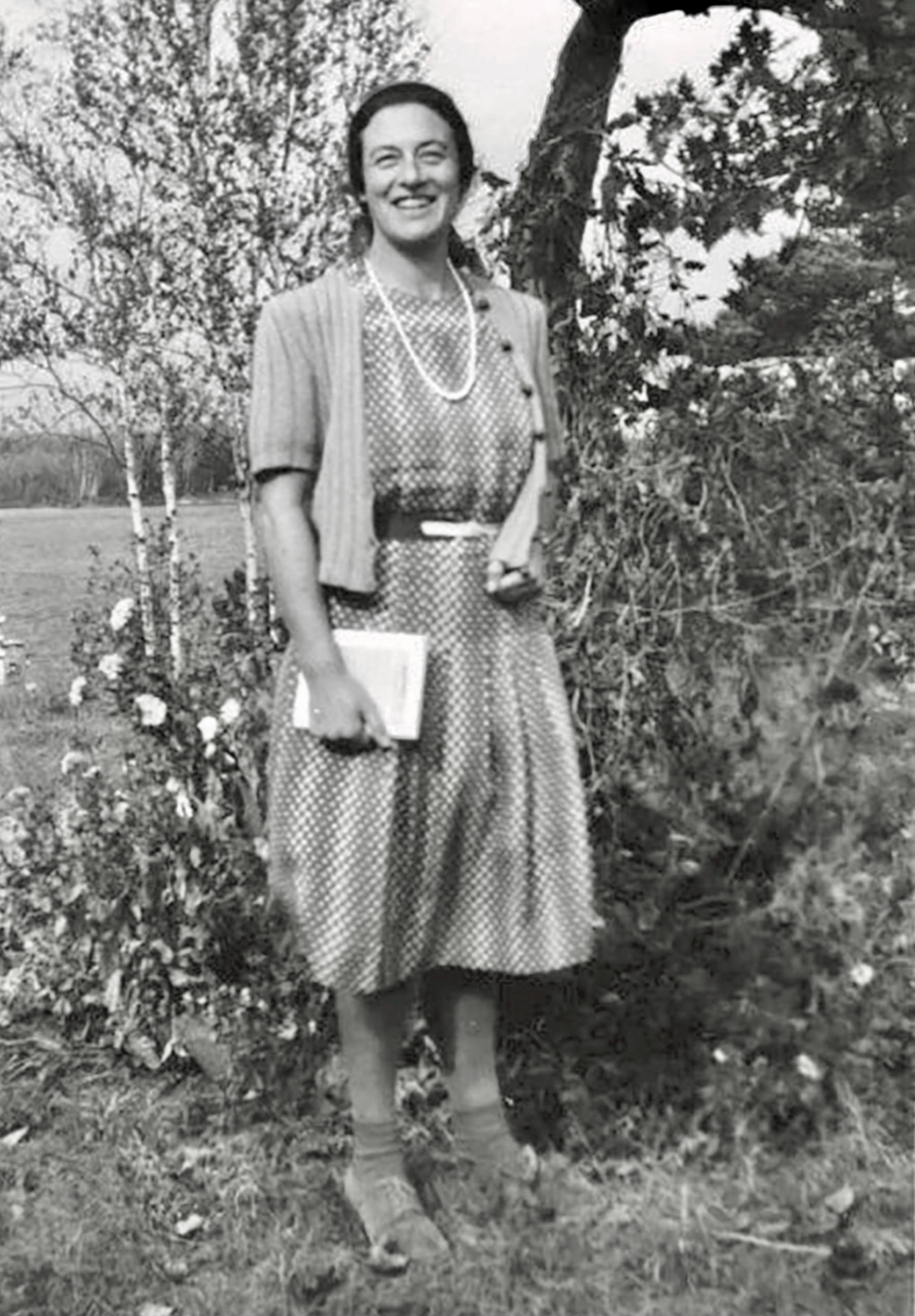
Bruno Mendels Ehefrau Hertha Mendel, 1943

Aus der am 7. April 1921 in Berlin geschlossenen Ehe von Bruno Mendel mit seiner Kusine 1. Grades, Hertha Mendel (geboren am 26. April 1899 in Berlin; gestorben am 26. Oktober 1977 in Bussum, Niederlande), gingen drei Kinder hervor, Gerald „Gerry“ Albert (geboren am 31. Mai 1922 in Berlin; gestorben am 5. Januar 2014 in Ottawa, Ontario, Kanada), Ruth (geboren 2. Juli 1924 in Berlin; gestorben 10. April 2008 in Santa Clara, Kalifornien, USA) und Anita.
Die Eltern von Bruno Mendels Ehefrau Hertha waren der wohlhabende Kaufmann und Mitinhaber eines Bekleidungshauses Albert Mendel (geboren 21. November 1866 in Essen; gestorben 10. Oktober 1922 in Berlin) und dessen Ehefrau Antonie „Toni“, geborene Meyer († 1956 in Oakville, Ontario, Kanada).
Albert Mendel hatte sich zusammen mit seinen Geschäftspartnern Karl und Josef Fischbein auf Kinderkonfektion spezialisiert, später auf Damenkonfektion. Ihr Bekleidungshaus, die Confektionsgesellschaft Fischbein & Mendel, dessen von Architekt Hans Bernoulli, Alfred Messel und Louis Rinkel (1855–1929) geplantes und 1909 errichtetes Gebäude im Stil des Deutschen Werkbundes mit Bronzearbeiten von Alex Müller erhalten ist und unter Denkmalschutz steht, befand sich in der Lindenstraße 44–47 (heute: Axel-Springer-Straße 44) in Berlin-Kreuzberg unmittelbar neben der dortigen liberalen Synagoge Lindenstraße. Nur wenige Jahre nach Fertigstellung des Bekleidungshauses ließen die Bauherren durch Bernoulli ein weiteres Geschäftshaus in der Lindenstraße 51–53 errichten, das jedoch während des Zweiten Weltkriegs durch Luftangriffe der Alliierten auf Berlin zerstört wurde.
Albert Mendel und „Toni“ Mendel beauftragten zwischen 1912 und 1914 den Architekten Walter Gropius damit, ihre Stadtwohnung am Berliner Lützowplatz nach und nach einzurichten.
Ihre etwa 1912 erworbene Villa in Berlin-Nicolassee (übliche Schreibweise bis ca. 1930) auf dem Anwesen Friedrich-Karl-Straße 18 (umbenannt ab 1933: Am Sandwerder 37 und Am Sandwerder 39) ließ er 1920/21 durch den inzwischen am Bauhaus wirkenden Gropius komplett umbauen und modernisieren, dabei entstand beispielsweise eine eindrucksvolle expressionistische Treppenhalle. Albert Mendel verstarb jedoch unerwartet kurz nach der Fertigstellung. Seine Witwe „Toni“ Mendel beauftragte Gropius damit, die unkonventionelle Grabstätte Albert Mendels zu gestalten, die sich auf dem Jüdischen Friedhof Berlin-Weißensee befindet. Ihre Gestaltung zitiert Details der Innenraumgestaltung der Villa Mendel. Die Werkstücke für die Grabstätte wurden in Weimar unter Mitwirkung des Leiters der Bildhauerwerkstatt des Staatlichen Bauhauses Josef Hartwig angefertigt, per Zug nach Berlin gebracht und vor Ort 1923 aufgebaut. Anfang der 1980er Jahre von Hartmut Probst wiederentdeckt, wurde das Grabmal Anfang der 1990er Jahre im Rahmen einer Benefizaktion des Bundespräsidenten Richard von Weizsäcker und Daniel Barenboim erstmals restauriert.
Insbesondere „Toni“ Mendel, Bruno Mendels Tante und Schwiegermutter, war sehr eng mit dem Physiker Albert Einstein befreundet, der sie ab etwa Anfang der 1920er Jahre häufig in deren Villa in der Friedrich-Karl-Straße 18 (ab 1933: Am Sandwerder 37) in Berlin-Nikolassee aufsuchte, ebenso der Physiker Leopold Infeld.
Das Ehepaar Albert und „Toni“ Mendel hatte Elsa und Albert Einstein über den pazifistischen Bund Neues Vaterland kennengelernt, dem sie angehörten. „Toni“ Mendel ließ Albert Einstein ab 1929 in Caputh bei Potsdam von ihrem Chauffeur zu gemeinsamen Konzert- oder Theaterbesuchen abholen, sie ging mit ihm auch regelmäßig auf dem Wannsee segeln. Elsa Einstein stand diesen Vergnügungen ihres Mannes mit „Toni“ Mendel teils skeptisch gegenüber.
Die Familie Mendel war musisch interessiert und begabt, das Ehepaar Bruno und Hertha Mendel trug beispielsweise als Hausmusik Sonaten von Wolfgang Amadeus Mozart vor. Die mit unzähligen Büchern, Kunstwerken und Musikinstrumenten angefüllte Villa Mendel war daher ein gesellschaftlicher Treffpunkt für Künstler und Wissenschaftler. Auf dem Grundstück befand sich auch das Labor Bruno Mendels, das Albert Einstein häufig aufsuchte.
1928/29 ließen sich Hertha und Bruno Mendel durch den Architekten Heinrich Schweitzer auf dem Grundstück von „Toni“ Mendel eine eigene Villa im Stil der Neuen Sachlichkeit errichten und zogen nach deren Fertigstellung mit ihren drei Kindern aus der alten Villa Mendel in die neue unter derselben Adresse Friedrich-Karl-Straße 18 (ab 1933: alte Villa Mendel: Am Sandwerder 37, neue Villa Mendel: Am Sandwerder 39). Beide stehen heute unter Denkmalschutz.
Im Zuge der erlassenen Verordnung zur Neugestaltung der Reichshauptstadt Berlin vom 5. November 1937 sollte „Toni“ Mendels Anwesen dem geplanten Internationalen Forstinstitut übertragen werden; möglicherweise wären die Villen der davon betroffenen Grundstücke Am Sandwerder 33 bis 41 (nur ungerade Hausnummern) für NS-Neubauten abgerissen worden, hätte der weitere Kriegsverlauf diese Planungen des Generalbauinspektors für die Reichshauptstadt (G.B.I.), Albert Speer, nicht zunichtegemacht.
Die Mendels stellten Einstein den ihnen persönlich bekannten Philosophen Rabindranath Tagore vor. Bruno Mendel organisierte in der Folge zwei Diskussionsveranstaltungen mit den beiden Geistesgrößen in Caputh, so z. B. am 14. Juli 1930 und im August desselben Jahres. Am 24. September 1931 trug sich „Toni“ Mendel in Caputh in Einsteins Gästebuch ein: „Heute ham mir keine Händl, Ob ich gleich die Toni Mendel“.
Einstein korrespondierte nach seiner Emigration in die Vereinigten Staaten weiterhin mit den Mendels, als diese nach der Machtabtretung an die Nationalsozialisten ebenfalls Deutschland verlassen hatten. Es ist davon auszugehen, dass sich Einstein und die Mendels gemeinsam auf eine frühe Emigration verständigt hatten, in hellsichtiger Vorahnung, was durch Hitler in der Folge ausgelöst werden könnte. „Toni“ Mendel war u. a. mit dem Geiger Eugene Kash bekannt.

## Leben
Nach seinem 1914 bestandenen Abitur war Bruno Mendel zunächst beim Deutschen Roten Kreuz als Sanitätshelfer tätig. Nach dem Ausbruch des Ersten Weltkrieges meldete er sich als Kriegsfreiwilliger und wurde zur Nachrichtentruppe eingezogen. 1917 wurde er schwerverwundet. Die Rekonvaleszenz gab dem 27-Jährigen Gelegenheit, zum Wintersemester 1917/18 mit seinem Studium zu beginnen. Er studierte Medizin an der Rheinischen Friedrich-Wilhelms-Universität in Bonn, an der Universität Frankfurt am Main, an der Friedrichs-Universität in Halle (Saale) und an der Friedrich-Wilhelms-Universität in Berlin, wo er 1922 sein medizinisches Staatsexamen bestand und zum Thema Osteomyelitis des Zungenbeins promovierte.
Direkt im Anschluss wirkte Mendel für mehrere Jahre als Assistent bei Alfred Goldscheider an der III. Medizinischen Klinik der Friedrich-Wilhelms-Universität. In dieser Phase entstanden seine ersten wissenschaftlichen Arbeiten, insbesondere zur Entwicklung quantitativer chemischer Methoden für die klinische Analytik. Die von ihm entwickelten Mikromethoden zur Bestimmung von Glucose und Milchsäure in Körperflüssigkeiten blieben über Jahrzehnte Standard der Medizin. Darüber hinaus legte er Studien zur Reiztherapie entzündlicher Erkrankungen mit Phenylchinolinkarbonsäure (Leukotropin) vor. Neben seiner klinischen Tätigkeit arbeitete Mendel zeitweise auch als praktischer Arzt. Ab 1925 baute er ein kleines privates Forschungslabor auf, das er bis 1933 betreiben konnte. In dieser Zeit entstanden in enger Zusammenarbeit mit Otto Warburg von der Kaiser-Wilhelm-Gesellschaft Arbeiten zur aeroben und anaeroben Glycolyse von Tumoren.
Nach der Machtabtretung an die Nationalsozialisten wurde Mendel als Jude vertrieben und emigrierte umgehend, zuerst nach Paris und von dort in die Niederlande, wo er zunächst für eine Kosmetikfirma arbeitete. In dem zwischen Hilversum und Amsterdam gelegenen nordholländischen Bussum konnte er in einem privaten Labor seine Arbeiten zum Tumorstoffwechsel fortsetzen, wobei die Entdeckung der Hemmwirkung des Glycerinaldehyds auf die anaerobe Glycolyse von Tumoren besonders hervorzuheben ist.
Die Verwaltung seiner Liegenschaft in Berlin-Nikolassee Am Sandwerder 39 hatte seine Tante und Schwiegermutter Antonie „Toni“ Mendel dem Berliner Rechtsanwalt und Notar Oskar Guttmann (1885–1944) übertragen, der die Villa Am Sandwerder 39 im Jahr 1934 an den Filmregisseur Arnold Fanck vermietete und diesen 1939 im Kontext der „Arisierung“ dazu drängte, das Anwesen zu erwerben.
Mendel verließ die Niederlande und wanderte am 7. September 1938 über Southampton in England nach Kanada aus. Dort wurde er zunächst Assistant Professor, später Associate Professor und dann Full Professor und Inhaber des Lehrstuhls für Zellphysiologie am Banting-Institut der University of Toronto in Toronto, Ontario, Kanada. 1939 erfolgte seine Einbürgerung als kanadischer Staatsbürger.
Im Jahr 1943 entschied das Provinzparlament von Ontario über eine Investition in Höhe von 500.000 Kanadischen Dollar für den Bau eines Krebsforschungs-, Diagnose- und Behandlungszentrums in Toronto, um von dem Umstand zu profitieren, dass einer der weltweit bekanntesten Krebsspezialisten wegen der antisemitischen Verfolgung im NS-Staat nach Kanada emigrieren musste. Dabei bezog es sich auf Bruno Mendel.
In Kanada gelangen ihm bahnbrechende Arbeiten zur Charakterisierung und Isolierung von Cholinesterasen (ChE) und Pseudocholinesterasen (auch: Butyrylcholinesterase, BuChE) in tierischen und menschlichen Geweben. Diese Arbeitsergebnisse bildeten eine entscheidende Grundlage für die später gewonnenen Erkenntnisse zur Neurotransmission. Für die praktische Medizin hatten und haben sie einen großen Wert. Beispielsweise die Anästhesie profitierte davon, da die Erkenntnisse die wissenschaftliche Basis moderner Narkosetechniken lieferten und zur Vermeidung von Narkosezwischenfällen beitrugen.
Die Teilnahme an geheimen Studien zur Wirkung von Kampfstoffen, die im Kontext dieses Arbeitsgebietes standen, lehnte Mendel strikt ab. Zu gut waren ihm die Folgen des Giftgaseinsatzes im Ersten Weltkrieg in Erinnerung.

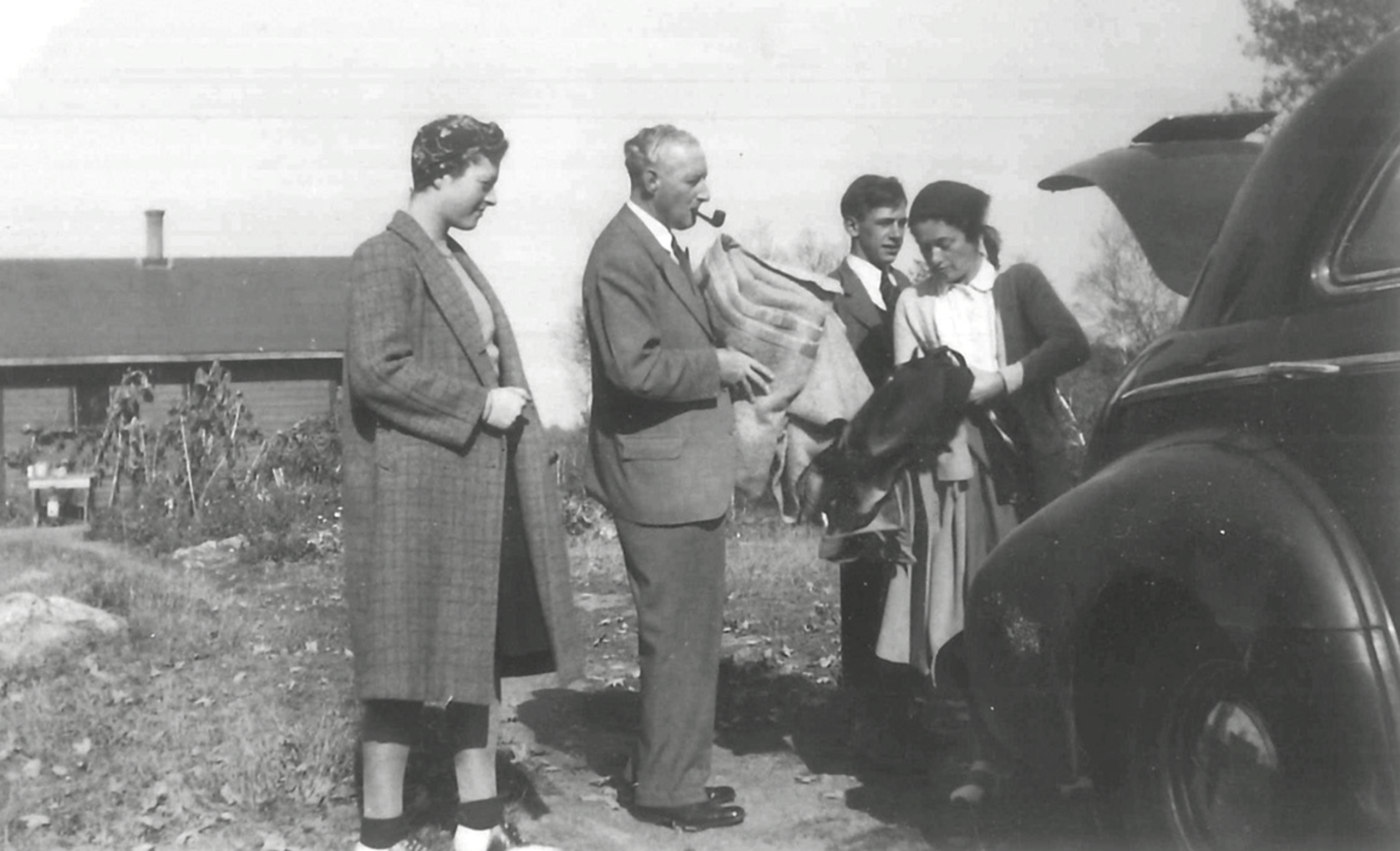
Von links: Ruth und Bruno Mendel, Josef Eisinger und Hertha Mendel, 1943

In Toronto bemühte er sich in besonderem Maße um die Unterstützung junger, in Not geratener jüdischer Emigranten, nachdem er von deren Schwierigkeiten als Enemy Aliens während ihrer Internierung nach der Kapitulation Frankreichs gehört hatte. Er übernahm daher für fünf ihm unbekannte Studenten Bürgschaften, befreite diese damit aus der Internierung und lud zwei davon ein, in seinem Hauses mitzuwohnen, Josef Eisinger und Walter Kohn. Unter den fünf von Mendel geförderten Studenten war auch Henry Kreisel. Kohn verließ Kanada später aufgrund von dessen flüchtlings- und judenfeindlicher Politik und wechselte in die Vereinigten Staaten. Während des Zweiten Weltkriegs versuchte Mendel, die kanadische Regierung zur Lockerung ihrer restriktiven Einwanderungspolitik in Bezug auf jüdische Flüchtlinge zu bewegen, insbesondere für Wissenschaftler, stieß dabei jedoch auf wenig Unterstützung.
1950 kehrte Mendel für zunächst für sechs Monate als Gastprofessor nach Amsterdam zurück, ehe er auf den Lehrstuhl für Pharmakologie der Universiteit van Amsterdam berufen wurde. Hier nahm er seine Untersuchungen des Energiestoffwechsels von Tumoren und der Cholinesterasen wieder auf. Während der letzten Jahre seiner universitären Tätigkeit litt er unter schweren Erkrankungen.
Das Berliner Grundstück mit Villa Am Sandwerder 39 wurde 1953 im Rahmen der Restitution während der NS-Zeit enteigneten jüdischen Besitzes auf Basis des US-amerikanischen Rückerstattungsgesetzes nach Beschluss der Wiedergutmachungskammer des Landgerichts Berlin an Antonie „Toni“ Mendel zurückübertragen.
1957 wurde Bruno Mendel Fellow der Royal Society. Er verstarb 61-jährig.

## Veröffentlichungen (Auszug)
- Reizharnsäure. In: Klinische Wochenschrift, 1, Juni 1922, S. 1261. doi:10.1007/BF01711292
- Das Auricularissymptom der Meningitis. In: Klinische Wochenschrift, 2, April 1923, S. 782. doi:10.1007/BF01712133
- mit Walther Liese: Die Bedeutung der Bakterienoberfläche im chemischen Desinfektionsversuch, zugleich ein Vorschlag zur Prüfung chemischer Desinfektionsmittel. In: Zeitschrift für Hygiene und Infektionskrankheiten, 100, September 1923, S. 454–471. doi:10.1007/BF02199610
- Über das Auricularissymptom der Meningitis. In: Klinische Wochenschrift 3, Februar 1924, S. 230. doi:10.1007/BF01738407
- mit Annelise Wittgenstein und Erich Wolffenstein: Über die perlinguale Applikation des Insulin. In: Klinische Wochenschrift, 3, März 1924, S. 470–472. doi:10.1007/BF01849875
- mit Annelise Wittgenstein: Die Veränderung der T-Zacke des Elektrokardiogramms während der Insulinwirkung. In: Klinische Wochenschrift, 3, März 1924, S. 1119–1121. doi:10.1007/BF01735666
- mit Annelise Wittgenstein und Erich Wolffenstein: Die perlinguale Applikation des Insulin II, Mitteilung. In: Klinische Wochenschrift, 3, Dezember 1924, S. 2341. doi:10.1007/BF01748181
- mit Werner Engel: Über die Milchsäurebildner beim Magencarcinom. In: Klinische Wochenschrift, 4, Januar 1925, S. 119–120. doi:10.1007/BF01750594
- mit Werner Engel und Ingeborg Goldscheider: Über den Milchsäuregehalt des Blutes unter physiologischen und pathologischen Bedingungen. In: Klinische Wochenschrift, 4, Februar 1925, S. 542–544. doi:10.1007/BF01726155
- mit Ingeborg Goldscheider: Eine colorimetrische Mikromethode zur quantitativen Bestimmung der Milchsäure im Blut. In: Klinische Wochenschrift, 4, Juli 1925, S. 1502–1503. doi:10.1007/BF01732799
- mit Milly Bauch: Eine colorimetrische Mikromethode zur quantitativen Bestimmung des Blutzuckers in 8 Minuten. In: Klinische Wochenschrift, 5, Juli 1926, S. 1329–1330. doi:10.1007/BF01717977
- Über die Hitzeempfindlichkeit der Krebszelle. In: Klinische Wochenschrift, 7, September 1928, S. 457. doi:10.1007/BF01737672
- Hitzetherapie. In: Klinische Wochenschrift, 7, September 1928, S. 1898–1899. doi:10.1007/BF01754316
- mit Frida Strelitz und Milly Bauch: Hitzebehandlung der Streptokokken-Infektionen. In: Klinische Wochenschrift, 7, September 1928, S. 1899–1901. doi:10.1007/BF01754317
- Krebszelle und Glycerinaldehyd. In: Klinische Wochenschrift, 8, Januar 1929, S. 169–170. doi:10.1007/BF01748597
- Über die Atmung der Krebszelle. In: Klinische Wochenschrift, 9, Januar 1930, S. 118–119. doi:10.1007/BF01724164
- Brenztraubensäure im Stoffwechsel tierischer Zellen. In: Klinische Wochenschrift, 10, Januar 1931, S. 118–119. doi:10.1007/BF01754057
- mit Frida Strelitz u. Dorothy B. Mundell: d-Glyceric Aldehyde and Tumour Glycolysis. In: Nature, 141, Februar 1938, S. 288
- mit Harry Rudney: Studies on cholinesterase – 3. Specific tests for true cholinesterase and pseudo-cholinesterase. In: Biochemical Journal, Vol. 37, No. 4, Oktober 1943, S. 473–476
- mit Harry Rudney: Cholinesterase. In: Science, Vol. 99, Issue 2559, Januar 1944, S. 37
- mit Harry Rudney: The Cholinesterases in the Light of Recent Findings. In: Science, Vol. 100, Issue 2605, Dezember 1944, S. 499–500
- mit R. D. Hawkins: Selective Inhibition of Pseudo-cholinesterase by Diisopropyl Fluorophosphonate. In: British Journal of Pharmacology, Vol. 2, Issue 3, September 1947, S. 173–180. doi:10.1111/j.1476-5381.1947.tb00334.x
- mit David K. Myers: Investigations on the Use of Eserine for the Differentiation of Mammalian Esterases. In: Proceedings of the Society for Experimental Biology, 71, Juli 1949, S. 357. doi:10.3181/00379727-71-17190
- mit David K. Myers: Pseudo-cholinesterase of Brain. In: Nature, 170, November 1952, S. 928–929
- mit David K. Myers, H. R. Gersman und J. A. A. Ketelaar: Oxidation of thiophosphate insecticides in the rat. In: Nature, Vol. 170, November 1952, S. 805–807
- mit A. Kemp: How does the Ehrlich Ascites Tumour Obtain the Energy for Growth? In: Nature, 180, Juli 1957, S. 131–132

## Mitgliedschaften (Auszug)
- ab 1957: Royal Society

## Bruno Mendel Fellowships
Die Royal Society vergab von 1963 bis etwa 2008 Bruno Mendel Travelling Fellowships, um einen wissenschaftlichen Austausch zwischen Medizinforschern zu fördern.